# Adar Gandelsman
Adar Gandelsman (nacida el 5 de diciembre de 1997) es una modelo israelí y la ganadora de un concurso de belleza. Gandelsman es de Ascalón, una ciudad situada en el Distrito Meridional de Israel.
En mayo de 2017, sirvió como miembro de las Fuerzas de Defensa de Israel. Gandelsman quedó como primera finalista en el Miss Israel 2017. La anterior Miss Israel 2016 fue la modelo Yam Kaspers Anshel. Adar representó a Israel en el concurso Miss Universo 2017.